# 中和镇 (岳池县)
中和镇，是中华人民共和国四川省广安市岳池县下辖的一个乡镇级行政单位。

## 行政区划
中和镇下辖以下地区：
黎梓卫社区、羊头坝村、祝垭村、太阳坪村、山陵湾村、兔儿梁村、凉风垭村、大庙山村、河堰沟村、长梁子村、智光嘴村、长石坝村、龙泉寺村、卿家堂村、金顶山村、甘家梁村、马家桥村、大庙村、资阳坪村、河峡溪村和二郎庙村。